# Gagea tisoniana
Gagea tisoniana är en liljeväxtart som beskrevs av Peruzzi, Bartolucci, Frignani och Minut. Gagea tisoniana ingår i Vårlökssläktet och i familjen liljeväxter.
Artens utbredningsområde är Italien. Inga underarter finns listade.